# Tuurujärvi (sjö)
Tuurujärvi är en sjö i Finland. Den ligger i kommunen Enare i landskapet Lappland, i den norra delen av landet, 1 000 km norr om huvudstaden Helsingfors. Tuurujärvi ligger 158,7 meter över havet. Arean är 50 hektar och strandlinjen är 5,3 kilometer lång. Sjön  ingår i Pasvik älvs huvudavrinningsområde.   Den ligger vid sjöarna Silmänkalvamajärvi och Kaulajärvi.